# 佐々木綾
佐々木 綾（ささき あや、1999年6月27日 - ）は、福島県出身の女子競輪選手。日本競輪選手会東京支部所属（当初は福島支部所属）、日本競輪学校（当時。以下、競輪学校）第116期生。師匠は班目秀雄（24期）。

## 経歴
中学、高校時代は陸上部に所属し走高跳に打ち込んでいた。中学時代には2013年福島県中学大会で2位、白河旭高校時代には2016年福島県高校大会で4位という実績を残した。部活動引退後、スポーツイベントで自転車速度計測したところ1位の記録を出し、のちに師匠となる競輪選手の班目秀雄からガールズケイリンを勧められ競輪選手の道に進んだという。
2018年1月12日、競輪学校第116回適性試験に合格。在校競走成績は21位（0勝）。
2019年7月19日、佐世保競輪場でデビューし7着。初勝利は同年8月9日の青森競輪場で挙げた。
2024年7月9日付けで、デビューより在籍していた福島支部から東京支部へ移籍した。